# Sami al-Haszszasz
Sami al-Haszszasz (arab. ‏سامي الحشاش‎; ur. 15 września 1959) – kuwejcki piłkarz, reprezentant kraju, grający na pozycji obrońcy.

## Kariera klubowa
Al-Haszszasz całą swoją zawodową karierę piłkarską związał z zespołem Al-Arabi Kuwejt. W pierwszym zespole zadebiutował w 1977. Wraz z drużyną siedmiokrotnie zdobył Mistrzostwo Kuwejtu w sezonach 1979/80, 1981/82, 1982/83, 1983/84, 1984/85, 1987/88 i 1992/93. 
Trzykrotnie zwyciężył w rozgrywkach o Puchar Emira Kuwejtu w sezonach 1980/81, 1982/83 i 1991/92. Al-Arabi zdobyło także Puchar Mistrzów Zatoki Perskiej w sezonie 1981/82. Al-Haszszasz spędził w zespole 16 sezonów, a karierę zakończył po mistrzowskim dla Al-Arabi sezonie 1992/93. 

## Kariera reprezentacyjna
Al-Haszszasz zadebiutował w drużynie narodowej 25 lipca 1980 w meczu przeciwko reprezentacji Czechosłowacji, zremisowanym 0:0. Mecz został rozegrał w ramach Igrzyskich Olimpijskich, które odbyły się w Moskwie. Kuwejt podczas turnieju dotarł do ćwierćfinału, a Al-Haszszasz zagrał jeszcze w przegranym ćwierćfinale z gospodarzami turnieju Związkiem Radzieckim.
W tym samym roku znalazł się w kadrze na Puchar Azji. Drużyna Kuwejtu jako gospodarz turnieju zakończyła turniej zwycięstwem. Al-Haszszasz pełnił rolę zawodnika rezerwowego. 
Dwa lata później został powołany przez trenera Carlosa Alberto Parreirę na Mistrzostwa Świata 1982. Całe mistrzostwa przesiedział na ławce rezerwowych, a Kuwejt zakończył zmagania na fazie grupowej. Także jako zawodnik rezerwowy pojawił się na Pucharze Azji 1984, podczas którego Kuwejt zajął 3. miejsce. 
Ostatni raz w drużynie narodowej zagrał 5 kwietnia 1985 w wygranym 5:0 spotkaniu z Jemenem. Łącznie w latach 1980–1985 al-Haszszasz wystąpił w 6 spotkaniach w barwach Kuwejtu, w których strzelił jedną bramkę.
| Mecze i gole w reprezentacji | Mecze i gole w reprezentacji | Mecze i gole w reprezentacji | Mecze i gole w reprezentacji | Mecze i gole w reprezentacji | Mecze i gole w reprezentacji | Mecze i gole w reprezentacji |
| #                            | Data                         | Miasto                       | Przeciwnik                   | Gol                          | Wynik                        | Rozgrywki                    |
| ---------------------------- | ---------------------------- | ---------------------------- | ---------------------------- | ---------------------------- | ---------------------------- | ---------------------------- |
| 1.                           | 25.07.1980                   | Petersburg                   | Czechosłowacja               |                              | 0:0                          | IO 1980                      |
| 2.                           | 27.07.1980                   | Moskwa                       | ZSRR                         |                              | 1:2                          | IO 1980                      |
| 3.                           | 07.12.1981                   | Kuwejt                       | Arabia Saudyjska             |                              | 2:0                          | El. MŚ 1982                  |
| 4.                           | 14.12.1981                   | Kuwejt                       | Nowa Zelandia                | Gol                          | 2:2                          | El. MŚ 1982                  |
| 5.                           | 22.03.1985                   | Damaszek                     | Syria                        |                              | 0:1                          | El. MŚ 1986                  |
| 6.                           | 05.04.1985                   | Kuwejt                       | Jemen                        |                              | 5:0                          | El. MŚ 1986                  |

## Sukcesy
Kuwejt
- Puchar Azji (1): 1980 (1. miejsce), 1984 (3. miejsce)

Al-Arabi Kuwejt
- Mistrzostwo Kuwejtu (7): 1979/80, 1981/82, 1982/83, 1983/84, 1984/85, 1987/88, 1992/93
- Puchar Emira Kuwejtu (3): 1980/81, 1982/83, 1991/92
- Puchar Mistrzów Zatoki Perskiej (1): 1981/82